# Josef Zlamal
Josef Zlamal (* 7. prosince 1983 Šternberk) je český výtvarník.

## Život
Josef Zlamal pochází z výtvarnické rodiny, známými výtvarníky byli už jeho děd Wilhelm Zlamal a otec Petr Zlamal. Matka Blanka Zlamalová je architektka a Josef s ní později opakovaně spolupracoval na projektech realizovaných v architektuře.
Absolvoval rakouskou sekci šternberského gymnázia. Poté studoval jeden rok na Univerzitě Karlově v Praze, obor translatologie, a dva roky na Akademii výtvarných umění v Brémách.
Od roku 2012 navázal intenzivní spolupráci se sochařem Richardem Štiplem. Společně pak vystavovali například v evropských metropolích Paříži, Basileji, Madridu či také v Ciudad de México, Miami a Pekingu. Výrazným milníkem se v roce 2015 stala prezentace jeho děl na Art from the Heart v Šanghaji. Od roku 2016 působí převážně ve Švýcarsku, v Curychu a Churu, ačkoli má zázemí také v Londýně a Praze. Na francouzském výtvarném veletrhu Drawing Now Paris 2018 byla jeho tvorba vyhlášena objevem roku.

## Tvorba
Josef Zlamal tvoří zejména pomocí ručního papíru, dřeva a inkoustu.